# Хосе де Бурбон-и-де-ла-Торре
Хосе Мария де Бурбон-и-де-ла-Торре (исп. José María de Borbón y de la Torre; 16 декабря 1883, Мадрид — 28 октября 1962) — испанский аристократ и военный деятель. Известен из-за скандала, связанного с убийством его жены в 1926 году.

## Биография
Хосе Мария родился в Мадриде 16 декабря 1883 года. Он был вторым сыном Франсиско де Бурбон-и-Кастельви (1853—1942), и его супруги Марии Луизы де ла Торре (1856—1887), дочери богатого кубинца. По отцовской линии он был внуком принца Энрике де Бурбона 1-го герцога Севильского (1823—1870).
Хосе Мария пошёл по стопам своего отца и поступил на военную службу. Он прошел обучение в Пехотной академии Толедо. В 17 лет он получил свою третью премию как кандидат в лейтенанты. Позднее он принимал участие в различных военных операциях в Северной Африке, за что был награжден Крестом «За военные заслуги», а также еще более престижным Крестом Сан-Херменехильдо.
Со временем он начал хорошо специализироваться на точной стрельбе, и был назначен в 6-й охотничий полк Фигераса. После сложных и трудных лет Рифской войны, Хосе Мария нашел свое призвание в недавно созданном Военном авиационном корпусе, став заместителем командующего авиабазой в Хетафе.
Хосе женился на Марии Луизе Рич-и-Карбахо (1890—1926) в 1909 году, от которой у него было семеро детей. Изначально в браке отношения между супругами были хорошими.
5 февраля 1926 года, Хосе Мария де Бурбон-и-де-ла-Торре, обедал один в своем доме вместе со своей женой Марией Луизой. Дома также были двое ее младших детей (Беатрис и Альваро), но в тот момент дети находились вместе с обслуживающим персоналом. Во время обеда, между ними возникла ссора. Во время ссоры, Хосе взял пистолет Browning калибра 7,65 и дважды выстрелил жене в лицо. Версии убийства, появившиеся в прессе различались (по одним данным, убийство было преднамеренным, а по другим убийца не осознавал что сделал).
Какая бы ни была реальная причина убийства, убийца так и не был наказан за своё преступление. Когда об инциденте узнал король Испании Альфонсо XIII, он сделал всё чтобы замять этот инцидент. Изначально было начато уголовное дело, но сначала был заменён судья рассматривавший дело, а вскоре дело было прекращено, по причине эмоционального помешательства.
После громкого инцидента, принц был отправлен в Испанское Марокко, где он в конечном итоге был вынужден покинуть армию в 1929 году из-за болезни.
За несколько месяцев до убийства, в 1925 году, Хосе Мария де Бурбон сделал сенсационную аэрофотосессию старого кастильского города Толедо. Фотографии были опубликованы с его подписью в журнале.
В 1931 году, после провозглашения Второй Испанской Республики, Хосе Мария был заключен на два года в монастырь Санта-Урсула в Валенсии, за его монархические идеи.
После окончания гражданской войны в 1939 году, он продолжил свою жизнь вдали от внимания общественности, Он умер 28 октября 1962 года.

## Потомки
От брака Марией Луизой Рич-и-Карбахо у него было 7 детей:
- Хосе Луис де Буброн-и-Рич (18 июля 1910 — 29 октября 1936), 15 декабря 1933 года женился на Марии де Сальсас-и-Пуч (1912—1962). Детей не имел. Был расстрелян сторонниками республиками во время гражданской войны, вместе с некоторыми родственниками.
- Мария Луиза де Буброн-и-Рич (24 ноября 1911 — 13 февраля 1930), замужем не была. Детей не имела. Умерла в возрасте 18 лет.
- Фернандо де Буброн-и-Рич (18 ноября 1913 — 23 июля 1914), умер в младенчестве.
- Карлос де Буброн-и-Рич (22 марта 1915 — 12 ноября 1978), 15 февраля 1939 года женился на Марии де Милагрос де Оро и Фернандес де Себальос (1916—1993). У них родилось двое детей:
  - Карлос Хосе де Бурбон-и-дель Милагрос де Оро (род. 26 июня 1940), не женат. Детей нет.
  - Мария Милагрос де Бурбон-и-дель Милагрос де Оро (род. 27 ноября 1941), 20 декабря 1965 года вышла замуж за Хуана Игнасио де Лопеса-и-Переса (род. 1931).
- Альберто де Буброн-и-Рич (2 ноября 1916 — 26 августа 1997), 30 января 1940 года женился на Марии де Долорес Кампос и Герре (1920—2016). У них родилось четверо детей:
  - Энрике де Бурбон-и-Кампос (11 января 1948 — 15 января 2005), женат не был. Детей не имел.
  - Беатрис де Бурбон-и-Кампос (6 декабря 1949 — 1 октября 2008), была дважды замужем. Имела двух детей от обоих браков.
  - Мария Луиза де Бурбон-и-Кампос (род. 19 декабря 1951), в 1979 году вышла замуж за Диего Сан-Хуана.
  - Хуан Карлос де Бурбон-и-Кампос (род. и ум. 1953), умер в младенчестве.
- Беатрис де Буброн-и-Рич (13 июня 1918 — 30 декабря 2000), 5 мая 1935 года вышла замуж за Хуана Рикоя-и-Перейру (1909—1964). У них родилось четверо детей:
  - Беатрис Рихой-и-де Бурбон (4 сентября 1936 — 27 июня 2024), в 1960 году вышла замуж за Хосе дель Кампо-и-Альвареса (род. 1933). У них родилось шестеро детей.
  - Марина Рихой-и-де Бурбон (род. 3 января 1939), 13 мая 1966 года вышла замуж за Хуана Понсе де Леон и Мартинес де Прада (род. 1937). У них родилось трое детей.
  - Бланка Рихой-и-де Бурбон (20 января 1944 — 12 декабря 2024), 29 июля 1969 года вышла замуж за Даниэля Гербауда (1944—2025). У них родилась одна дочь.
  - Хуан Хосе Рихой-и-де Бурбон (2 марта 1945 — 21 сентября 2021), 5 июня 1968 года женился ни Марии Фарискот-Ламайер (род. 1946). У них родилось семеро детей.
- Альваро де Буброн-и-Рич (2 января 1922 — 7 февраля 2000), в 1961 году женился на Кармен Круз и Виллен (род. 1930). У них родилось две дочери:
  - Мария Милагрос де Бурбон-и-Круз (род. 9 мая 1962), в 1987 году вышла замуж за Мануэля Молину-и-Муноса (род. 1959).
  - Мария дель Кармен де Бурбон-и-Круз (род. 9 мая 1962), 6 декабря 1988 года вышла замуж за Густаво Адольфо Паррас и Чаварино (род.1965).